# Battaglia di Mosul (2016-2017)
La battaglia di Mosul (2016-2017) (arabo: معركة الموصل, Ma'rakat al-Mawṣil; curdo: شەڕی مووسڵ, Şeriy Mûsil) è stata un'importante campagna militare lanciata dalle forze del governo iracheno e milizie alleate, il Governo Regionale del Kurdistan, e forze internazionali per riconquistare la città di Mosul sottraendola allo Stato Islamico del Levante (ISIS-ISIL), che aveva preso la città nel giugno 2014. Nel corso dell'intervento militare contro l'ISIS, forze irachene e peshmerga avevano già infruttuosamente tentato di riprendere la città nel 2015 e nel 2016, sia pure con limitati recuperi di territorio.
L'offensiva, soprannominata Operazione "Arriviamo, Ninive" (arabo: قادمون يا نينوى ; Qadimun Ya Naynawa), iniziò il 16 ottobre 2016, con l'assedio alle zone controllate dall'ISIS nel Governatorato di Ninive attorno a Mosul, e continuò con le truppe irachene e i combattenti peshmerga che impegnavano l'ISIS su tre fronti fuori Mosul, spostandosi di villaggio in villaggio nelle vicinanze, con il più grande dispiegamento di forze irachene dopo l'invasione dell'Iraq del 2003.
All'alba del 1 novembre 2016 le forze speciali irachene entrarono in città da est. Incontrando un'aspra resistenza, l'avanzata governativa in città fu rallentata, secondo le fonti pro-coalizione, da elaborate difese e dalla presenza di civili, ma il premier iracheno dichiarò avvenuta la "totale liberazione della parte est di Mosul" il 24 gennaio 2017.
Il 9 luglio 2017 il Primo ministro iracheno arrivò a Mosul per annunciare la vittoria sull'ISIS, e la dichiarazione formalmente fu rilasciata il 10 luglio. Ciononostante, ci furono ancora duri scontri in una sacca di resistenza dell'ISIS nella città vecchia, per almeno altre due settimane. È stato stimato che rimuovere gli ordigni inesplosi da Mosul e ricostruire la città nei successivi 5 anni costerà 50 miliardi di dollari (in valuta del 2017), e il ripristino della sola città vecchia di Mosul richiederà circa 1 miliardo di dollari.
La battaglia di Mosul fu concomitante con la battaglia di Sirte (2016) in Libia, e con la campagna di Raqqa (2016-2017) condotta dalle Forze Democratiche Siriane contro la capitale e roccaforte dell'ISIS in Siria.

## Sfondo

Mappa del controllo territoriale durante l'offensiva di Mosul del 2016, riferita all'agosto 2016.

### Premesse
Mosul è la seconda città dell'Iraq per popolazione. Cadde in mano a 800-1 500 militanti ISIS nel giugno 2014, poiché la sua popolazione in gran parte sunnita diffidava profondamente del governo iracheno prevalentemente sciita, e delle sue forze armate corrotte. Fu nella Grande moschea di Mosul che il capo ISIS Abu Bakr al-Baghdadi dichiarò l'inizio dell'autoproclamato "califfato" che si estendeva dall'Iraq alla Siria. La popolazione originaria di 2,5 milioni era crollata a circa 1,5 milioni dopo due anni di potere dell'ISIS. La città una volta era decisamente multietnica, con minoranze etniche armene, yazide, assire, turkmene, e shabak, e tutte avevano patito e continuano a patire notevolmente sotto lo Stato Islamico (a prevalenza arabo-sunnita). Mosul rimane l'ultima roccaforte ISIS in Iraq, e l'annunciata offensiva per riprenderla fu propagandata come la "madre di tutte le battaglie".

### Preparativi della battaglia
Nelle settimane precedenti all'offensiva di terra, la coalizione a guida USA CJTF – OIR bombardò obiettivi ISIS, e l'esercito iracheno avanzò gradualmente in città. Droni Reaper, aerei Typhoon e Tornado della Royal Air Force attaccarono "lanciarazzi, depositi di munizioni, pezzi di artiglieria e posizioni di mortai" nelle 72 ore che precedevano l'attacco terrestre. Volantini aviolanciati sulla città dalle forze armate irachene consigliarono agli uomini giovani residenti di "sollevarsi" contro l'ISIS quando sarebbe iniziata la battaglia. Per preparare le difese contro l'assalto, agenti ISIS scavarono buche da 4 m2 attorno alla città, che prevedevano di riempire con petrolio incendiato per ridurre la visibilità e rallentare l'avanzata. Costruirono pure centinaia di elaborate gallerie nei villaggi attorno a Mosul, dotandole di esplosivi e trappole per innescarli, e posarono ordigni esplosivi improvvisati (IED) e mine lungo le strade.
Secondo fonti irachene, l'assalto a Mosul fu portato dall'asse Al-Khazar (ad est di Mosul), dalla diga di Mosul (asse nord), dall'asse di Bashiqa (asse orientale), dall'asse di Al-Qayyarah (asse meridionale), e dall'asse di Talul el-Baj- Al-Khadr (asse sudorientale).

### Forze impegnate nell'offensiva

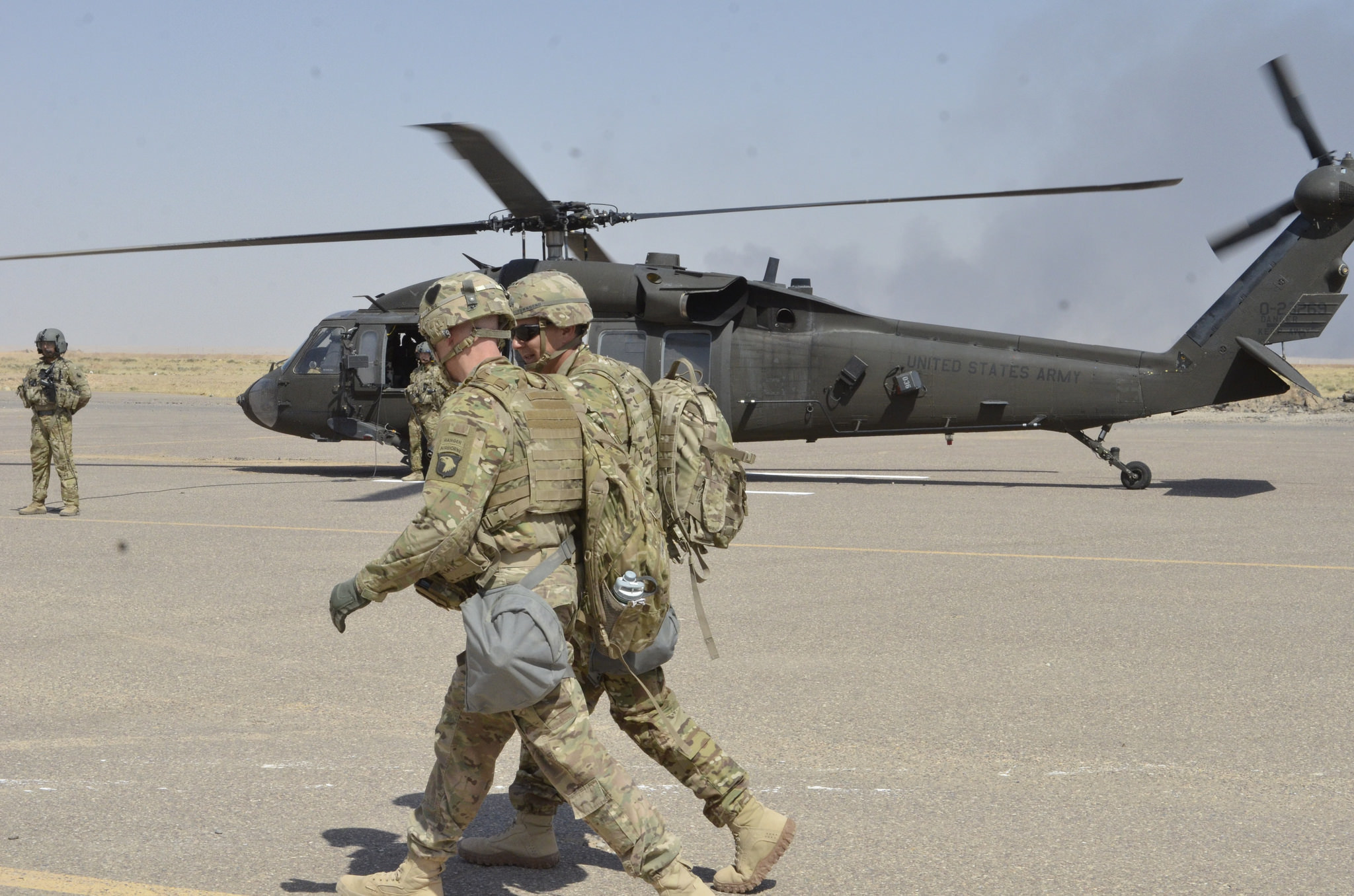
Il tenente generale USA Stephen J. Townsend, comandante della Combined Joint Task Force, a Qayyarah Airfield West, 22 settembre 2016.

Si stimò che vi fossero 3 000—5 000 combattenti ISIS nella città di Mosul secondo il Dipartimento della Difesa americano. Altre stime variano tra un minimo di 2 000 a un massimo di 12 000 combattenti ISIS. Il news blog Mosul Eye stimò approssimativamente 8 000—9 000 combattenti fedeli all'ISIS, di cui "metà… altamente addestrati, e il resto… o adolescenti o non bene addestrati. Circa il dieci per cento dei combattenti sono stranieri (arabi e non arabi). Il resto sono iracheni. La maggior parte viene da municipalità e quartieri di Ninive." Prima dell'inizio della battaglia, a fine settembre 2016, si stimava che a Mosul vivessero circa 20 000 combattenti ISIS, molti dei quali in seguito abbandonarono la città fuggendo in Siria e ad Al-Raqqa, quando le forze irachene iniziarono ad assediare Mosul.
La CNN inizialmente stimò che la coalizione a guida irachena fosse composta di 94 000 membri, ma in seguito questa cifra fu rettificata a 108 500; da 54 000 a 60 000 soldati delle Forze di sicurezza irachene, 16 000 combattenti delle Forze di mobilitazione popolare (PMF) (indicati anche come PMU), e 40 000 peshmerga (tra cui circa 200 donne combattenti kurde-iraniane del Partito della Libertà del Kurdistan (PAK)) furono dispiegati nella battaglia. Si stimò che le forze irachene e peshmerga schierate nell'operazione Mosul superassero il numero dei militanti ISIS contrapposti nella misura di 10 a 1.
Fra le unità PMF si annoveravano le forze paramilitari delle Unità di protezione della piana di Ninive, composte di assiri. Parteciparono anche milizie sciite, tra cui parecchie brigate dell'organizzazione paramilitare Hashd al-Shaabi, le Compagnie della pace, Kata'ib Hezbollah, Asa'ib Ahl al-Haq, l'Organizzazione Badr, Saraya Ashura, Saraya Khorasani, Kata'ib al-Imam Ali, Harakat Hezbollah al-Nujaba e le Brigate turkmene. La comunità yazida della zona di Sinjar alimentarono le Unità di resistenza di Sinjar (YBŞ), e le Unità di donne di Êzîdxan (YJÊ), che agivano di concerto con le milizie tribali arabo-sunnite Shammar e le Forze di Difesa del Popolo (HPG) del Partito dei Lavoratori del Kurdistan (PKK). Tra le altre forze assire c'erano le Forze della Piana di Ninive (NPF) e Dwekh Nawsha, alleati dei peshmerga.
Coalizione internazionale

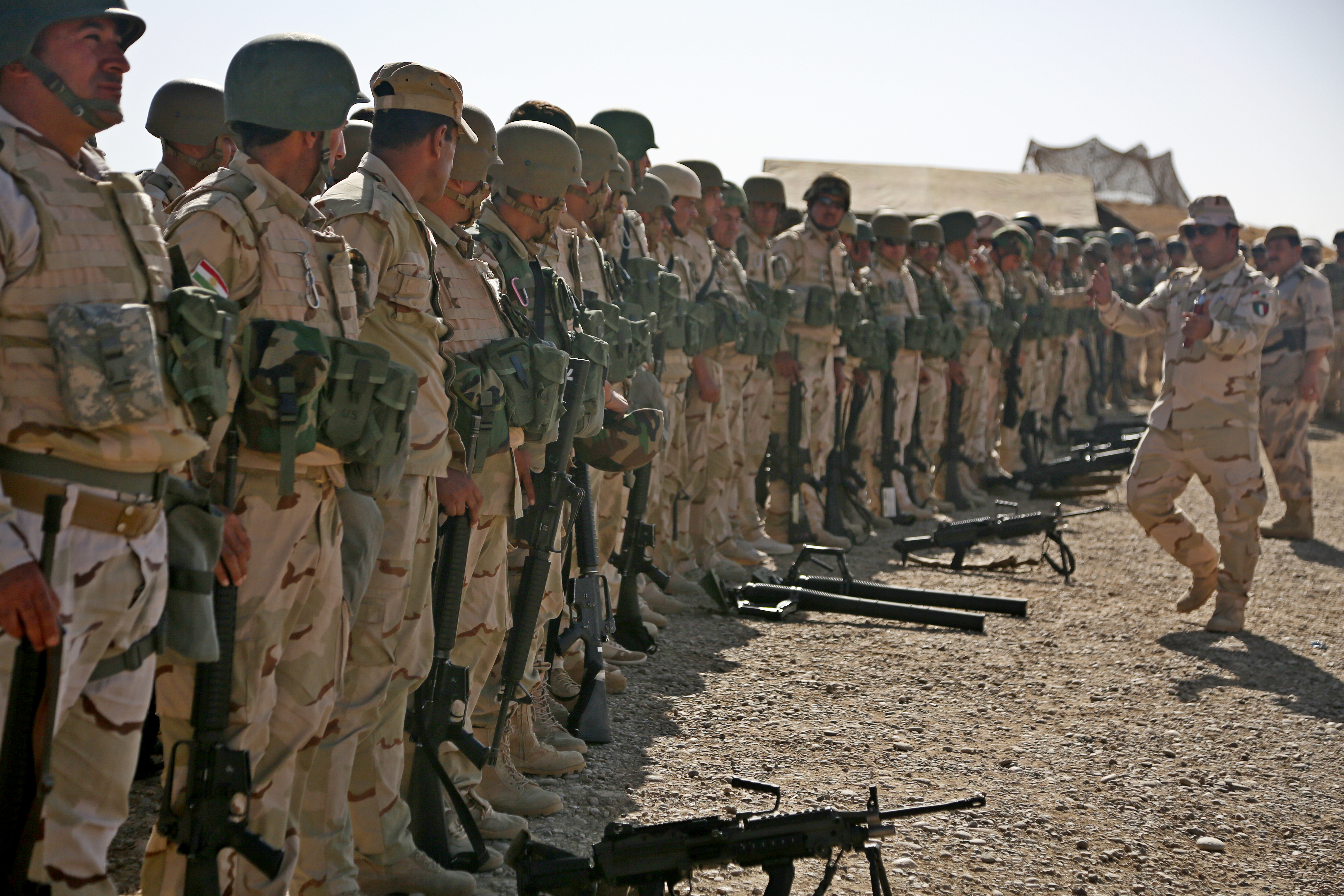
Soldati peshmerga si preparano ad un'esercitazione congiunta con munizioni ordinarie sotto la direzione di un istruttore italiano presso Erbil, il 12 ottobre 2016.

Una coalizione internazionale di 60 Paesi, guidate dagli Stati Uniti, appoggia la guerra dell'Iraq contro l'ISIS, fornendo supporto aereo e logistico, intelligence e consulenza. Le forze della coalizione internazionale sono acquartierate a 60 km a sud di Mosul presso Qayyarah Airfield West (o Q-West) a Qayyarah, che era stata strappata all'ISIS in giugno. Per la battaglia furono dispiegati a Q-West circa 560 militari USA della 101st Airborne Division, tra cui elementi command and control, un distaccamento di sicurezza, una squadra per le operazioni aeroportuali, e specialisti di logistica e comunicazioni. Gli americani schierarono lanciarazzi M142 HIMARS e obici M777, manovrati dal 2nd Brigade Combat Team della 101st e dalla Golf Company, 526th Brigade Support Battalion.

L'esercito francese mise in campo quattro obici CAESAR e 150-200 soldati a Qayyarah, e annunciò un secondo contingente di 600 soldati francesi per la fine di settembre. Altri 150 francesi ad Erbil, ad est di Mosul, addestrano i peshmerga. La portaerei Charles de Gaulle (R 91), con una squadriglia di 24 aerei Rafale M, fu trasferita da Tolone alla costa siriana per appoggiare l'operazione contro l'ISIS attraverso attacchi aerei e missioni di ricognizione; altri 12 Rafale stanno operando da basi dell'Aeronautica militare francese in Giordania e Emirati Arabi Uniti (UAE). 

Per assistere i peshmerga intervennero pure 80 soldati delle forze speciali australiane e 210 di quelle canadesi. Inoltre, è stato riferito che nella zona fosse impegnato a ad intercettare e ritrasmettere le comunicazioni ISIS il 21 Electronic Warfare Regiment delle Canadian Armed Forces, mentre per curare i feriti peshmerga era stato allestito un ospedale da campo del Canadian Forces Health Services Group con 60 addetti.

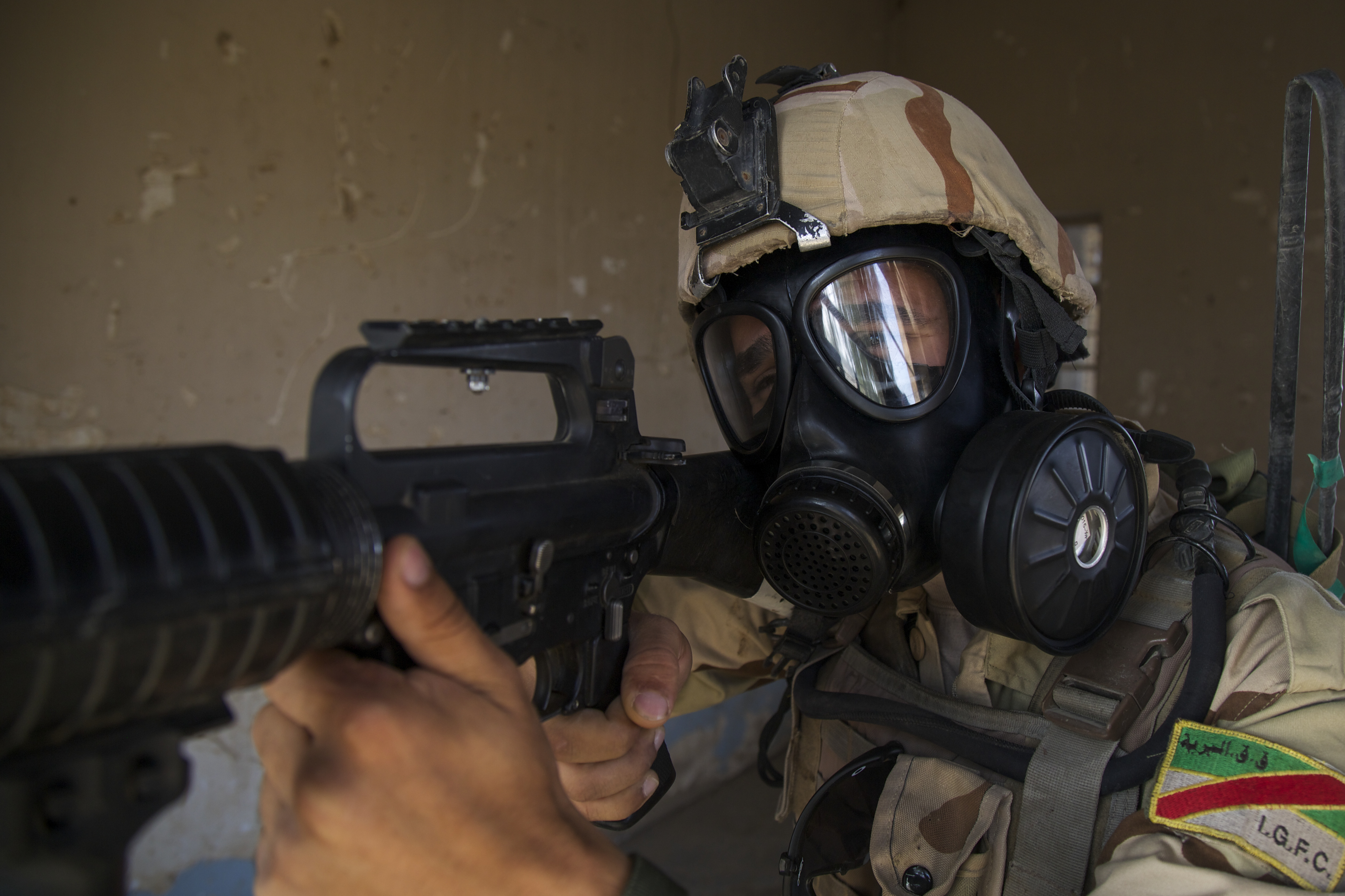
Un soldato iracheno durante un corso NBC presso Camp Taji. Le forze della coalizione manifestarono il timore che l'ISIS potesse usare armi chimiche durante la battaglia di Mosul.

Un gruppo di lealisti ba'th, guidato dall'ex vicepresidente Izzat Ibrahim al-Douri, emise un comunicato prima che iniziassero le operazioni, invitando la popolazione della città ad insorgere contro l'ISIS, annunciando che avrebbero combattuto l'"organizzazione terroristica".

## Fasi salienti della battaglia
- Offensiva nei villaggi ed accerchiamento di Mosul e di Tal Afar, ottobre e novembre 2016[76]
- Riconquista dei quartieri ad est di Mosul, da novembre 2016 a gennaio 2017[77]
- Offensiva sui quartieri ad ovest di Mosul, da febbraio a maggio 2017[78]
- Assalto alla città vecchia, da maggio a luglio 2017[79]

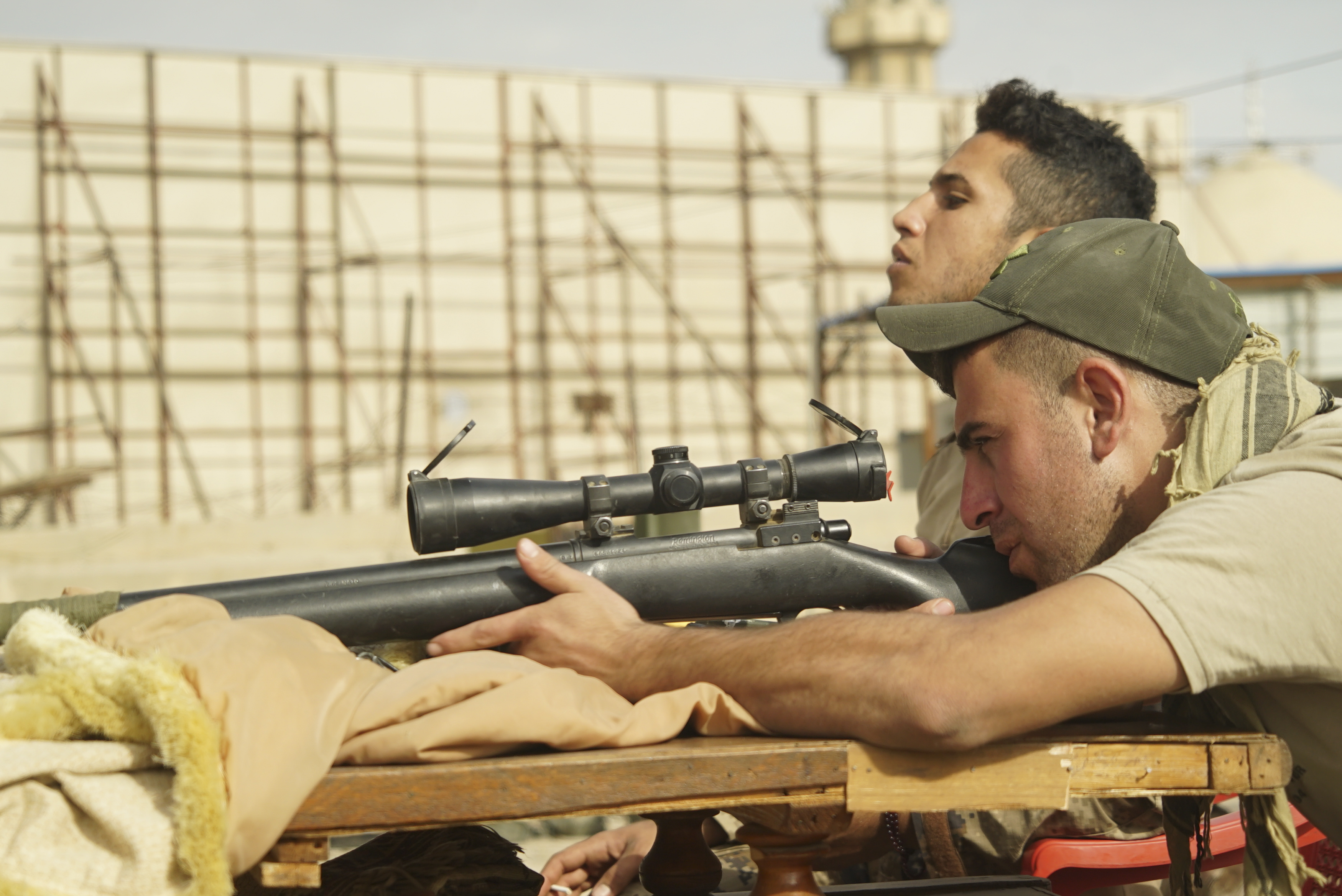
Forze speciali irachene a Mosul, 15 novembre 2016.

## Conseguenze

### Dopo la vittoria
Luglio
Il 22 luglio le forze di sicurezza irachene arrestarono il ministro dell'agricoltura dell'ISIS, Falah Rashid, a Mosul ovest. Furono uccisi quattro agenti di polizia, tra cui un tenente generale, al mercato di al-Maash dopo essersi scontrati con militanti ISIS il 25 luglio. Un capo di alto livello dell'ISIS, Saad Maan, che presiedeva l'"ufficio degli affari tribali per Mosul sud", fu arrestato a Mosul est mentre attraversava il fiume Tigri con una carta d'identità falsa.
Nel frattempo, molti organi di informazione annunciarono la fine della battaglia durante il periodo da metà a fine luglio, e che le forze irachene ora erano impegnate a ricercare militanti superstiti, rimuovere esplosivi e cadaveri.
Il 30 luglio il capitano delle polizia di Ninive Saeed Najm disse che tre capi ISIS erano stati uccisi mentre fuggivano verso est da Mosul ovest attraverso il Tigri.
Agosto
Il Sudan Tribune riferì il 5 agosto che Ali Abdel-Ma'arouf (noto pure come Abu al-Asbat Al-Sudani), cittadino sudanese, che nell'ISIS era capo delle prigioni e un sommo legislatore, era stato ucciso nei recenti rastrellamenti a Mosul. L'8 agosto una fonte della sicurezza disse che le ISF collaborando con la polizia di Ninive avevano arrestato Ahmed Sabhan Abdel Wahid al-Dulaimi, dirigente dell'intelligence ISIS, a Mosul est. Le forze della polizia federale uccisero un giudice ISIS di alto rango, Abdul-Sattar Mohamed Ali, alias Abi al-Hakam al-Aawar, in un'incursione in un sotterraneo della città vecchia. Il 10 agosto una fonte dichiarò che due civili erano stati uccisi ed altri tre feriti da elementi ISIS che avevano sparato contro di loro. Contemporaneamente il capo della polizia federale, Shaker Jawdat, annunciò che dall'inizio di luglio erano stati uccisi o arrestati 47 membri dell'ISIS. Aggiunse poi il sequestro di 192 cinture esplosive, dieci tonnellate di nitrato d'ammonio e cinque casse di esplosivo C-4, oltre a sei laboratori per la costruzione di trappole esplosive.
Jawdat l'11 agosto affermò che nel quartiere di Mesherfa era stato scoperto un laboratorio per costruire razzi Katyusha. Il capitano del nucleo informativo della polizia di Ninive Ahmed al-Obeidi disse a BahNews di aver sequestrato il più grande laboratorio usato dall'ISIS per produrre cinture esplosive e razzi a Mosul ovest.
Il 14 agosto a Mosul le forze di sicurezza arrestarono un comandante militare ISIS della zona di Mosul est disarmato, assieme a dieci altri.
Il capo della polizia federale, tenente generale Shaker Jawdat, dichiarò che nella via Mekkawi della città vecchia era stato trovato un deposito chimico. Conteneva C-4, ammonio ed altre sostanze.
Ottobre
Il tenente colonnello Abdul Salam al-Jabouri il 12 ottobre disse che alcuni terroristi ISIS che erano sopravvissuti l'offensiva militare di Mosul erano stati avvistati nella zona paludosa lungo il Tigri, dopo che avevano inviato SMS di minaccia ad alcuni capi di Mobilizzazione tribale.
Gennaio 2018
Nel gennaio 2018 fu annunziata la cattura di Abu Omer, un capo ISIS tristemente famoso per le sue apparizioni nei filmati di esecuzioni ISIS. Hisham al-Hashimi, consulente del governo iracheno e di altri governi mediorientali in tema di ISIS, ne confermò l'identità.

### Offensive successive
Durante gli ultimi stadi della battaglia di Mosul, Lise Grande dichiarò che, secondo una valutazione iniziale, il ripristino delle infrastrutture essenziali sarebbe costato più di 1 miliardo di dollari. Affermò che se la stabilizzazione di Mosul est poteva compiersi in due mesi, in alcuni quartieri di Mosul (di cui sei su 44 totalmente distrutti) avrebbe potuto richiedere anni. Tutti i quartieri di Mosul subirono danni almeno lievi o moderati. Stando alle Nazioni Unite, 15 quartieri sui 54 residenziali nella metà occidentale di Mosul furono gravemente danneggiati mentre almeno 23 riportarono danni moderati. Le UN stimarono altresì che nella sola città vecchia fossero stati danneggiati oltre 5 000 edifici ed altri 490 danneggiati. Amnesty International accusò le forze irachene e statunitensi di usare armi esageratamente potenti. Vi furono sporadici scontri dopo la dichiarazione della vittoria, con le truppe irachene che attaccavano le sacche di resistenza. Si continuò a combattere nel villaggio Imam Gharbi a sud di Mosul e fu riconquistato dalle forze irachene il 20 luglio. Secondo le American Schools of Oriental Research, l'ISIS distrusse 15 siti religiosi a Mosul, mentre le forze della coalizione ne danneggiarono 47, di cui 38 in gran parte distrutti.
Il 20 agosto 2017 le forze irachene lanciarono un'offensiva terrestre per riprendere Tal Afar, una delle ultime città tenute dai militanti, situata a 55 chilometri ad ovest di Mosul. La città fu conquistata il 28 agosto, ed i dintorni furono liberati dalle forze irachene entro il 2 settembre.
Dopo la fine dell'offensiva Tal Afar, l'esercito iracheno lanciò un'altra offensiva per riprendere la sacca di Hawija il 20 settembre 2017.

## Questioni umanitarie
I civili che vivevano in città assommavano a un milione e mezzo, e varie organizzazioni paventarono una crisi umanitaria. Lise Grande, coordinatrice umanitaria delle Nazioni Unite in Iraq, dichiarò: "nello scenario peggiore, stiamo letteralmente guardando la singola operazione umanitaria più grande del mondo nel 2016." Save the Children avvisò che era probabile un enorme spargimento di sangue tra civili, a meno che fossero autorizzati corridoi di sicurezza per la fuga dei civili. Il governo USA accusò l'ISIS di usare i civili come scudi umani.

### Abusi, sequestri e atrocità ISIS
I timori che i civili potessero essere usati come scudi umani dall'ISIS si avverarono quando si confermò che il gruppo avevano appositamente strappato dei civili dai villaggi, azione che fu ampiamente esecrata dai gruppi che difendono i diritti umani e dal Consiglio di sicurezza delle Nazioni Unite.
Pare che l'ISIS abbia giustiziato dei civili che tentavano di andarsene. Cecchini, mine, armi chimiche e trincee stavano impedendo la fuga alla gente comune. Le autorità irachene, attraverso trasmissioni radio e volantini lanciati sulla città, avvertirono i civili di rimanere a casa. I volantini consigliavano ai residenti di prendere varie precauzioni tra cui rinsaldare le finestre con il nastro adesivo per mettersi al riparo dalle schegge di vetro vaganti, e chiudere il gas di casa.
Poco dopo l'inizio dell'attacco, affiorarono notizie sull'ISIS che rapiva e giustiziava i civili a Mosul. Il portavoce del Pentagono capitano Jeff Davis dichiarò che l'ISIS stava usando i civili come scudi umani e tratteneva le persone in città contro la loro volontà.
L'International Business Times riferì che l'ISIS aveva costretto ragazzi di Mosul, anche dodicenni, a combattere per loro, e che l'ISIS aveva addestrato i bambini a "decapitare prigionieri e costruire bombe per attentati suicidi."
Una fonte di intelligence irachena affermò il 21 ottobre che l'ISIS aveva giustiziato 284 uomini e ragazzi sequestrati da Mosul per farne scudi umani. I civili furono uccisi con armi da fuoco e gettati in una fossa comune. Un alto esponente delle Nazioni Unite spiego che esse sono "gravemente preoccupate" per la sorte di 200 famiglie dalla Somalia e 350 da Najafia che erano stati asportati lunedì dall'ISIS, e potevano essere usati come scudi umani.
Secondo fonti ONU quattro persone sono morte per aver inalato fumi tossici dopo che l'ISIS aveva incendiato la fabbrica chimica Al-Mishraq il 23 ottobre.
Il 25 ottobre la CNN riferì che l'ISIS stava compiendo "uccisioni retributive" di civili per vendicarsi del fatto che altri civili avevano accolto amichevolmente le truppe irachene e peshmerga nei villaggi di cui avevano ripreso controllo.
Secondo Ravina Shamdasani, esponente UNHCR, l'ISIS ha giustiziato 232 persone nei pressi di Mosul a fine ottobre perché non avevano rispettato gli ordini, e ne avevano prese decine di migliaia per farne scudi umani contro l'avanzata delle forze irachene. Ella affermò ancora che l'ISIS aveva "giustiziato 42 ex membri delle Forze di sicurezza irachene che si erano rifiutati di unirsi a loro, nella base Al Ghaziani presso Mosul."
Le forze irachene evacuarono più di mille civili dalle linee del fronte attorno a Mosul il 26 ottobre, trasferendoli nella zona del Khazir. I civili sul fronte sud avevano riferito che i loro parenti erano stati sequestrati, per farne scudi umani, dai combattenti ISIS in ritirata.
Nell'ottobre 2016 il governo iracheno lanciò un'operazione militare a Mosul per espellere l'ISIS. Secondo un rapporto di Euro-Mediterranean Human Rights Monitor (Euro-Med HRM), più di un milione di abitanti di Mosul rischiavano di essere uccisi o usati come scudi umani contro l'avanzata dell'esercito iracheno. Euro-Med HRM avvertì che il governo iracheno e le forze internazionali dovevano far cessare la crisi umanitaria di Mosul, consentendo ai suoi abitanti il soddisfacimento delle necessità essenziali. L'ISIS cacciò alcuni abitanti dai loro quartieri mentre ad altri fu impedito di fuggire verso le zone controllate dall'esercito iracheno. Ci furono violazioni dei diritti umani sia da parte dell'ISIS — che espulse 550 famiglie dai villaggi di As-Semalyya e An-Nejafyya — sia da parte delle truppe irachene, che rastrellarono 1 500 civili da moschee scuole nel campo profughi di Dybka. Il 21 ottobre 2016 esercito e polizia iracheni commisero un'altra violazione dei diritti umani a Mosul sud, arrestando centinaia di civili e giustiziando alcuni abitanti di villaggi, che asseritamente avrebbero dato rifugio a miliziani ISIS. Lo stesso giorno, gli attacchi aerei iracheni colpirono un corteo funebre nella provincia di Kirkuk causando la morte di 20 persone e decine di feriti. La popolazione di Mosul era circa un milione e mezzo di persone, tra cui 600 000 bambini circondati dalle milizie ISIS ed esposti alla carenza di cibo, acqua, elettricità e cure mediche. Le milizie ISIS monopolizzavano gli ospedali locali di Mosul e del quartiere Al-Hemdanyya in cui venivano curati solo i loro sostenitori ed affiliati. Circa 690 famiglie furono evacuate presso il campo Al-Hood dal quartiere Makhmoor ad est di Mosul e dal quartiere Al-Hemdanyya.
Il 31 ottobre il governatorato di Ninive dichiarò che l'ISIS aveva fucilato 300 civili ed ex membri delle forze di sicurezza nel villaggio di Moshairefa, a nord di Mosul. Erano stati imprigionati e accusati di collaborare col governo.
Mosul Eye il 3 novembre riferì che cinque civili erano stati uccisi da colpi di mortaio a Mosul.
Il 4 novembre due bombe sul ciglio della strada colpirono un convoglio di civili in fuga da Hawija verso la cittadina di Al-Alam. Secondo un poliziotto, i morti furono almeno 18.
Il 7 novembre l'ufficio stampa delle forze irachene annunciò il ritrovamento di circa 300 cadaveri in una fossa comune presso la scuola agraria di Hamam al-Alil, a sud di Mosul. Molti erano decapitati. Le forze irachene fecero il ritrovamento in conseguenza dell'odore. Abdul Rahman al-Waggaa, appartenente al governatorato, disse che l'ISIS aveva usato la scuola come un "campo di sterminio". L'ufficio stampa militare annunciò che vi sarebbe stata un'inchiesta sugli assassini: "Dentro l'edificio della facoltà di Agraria c'è un nuovo delitto: la presenza di 100 corpi decapitati di cittadini uccisi dai terroristi, e verrà inviata una squadra speciale per investigare su questo crimine atroce".
L'8 novembre le Nazioni Unite riferirono che l'ISIS aveva prelevato 295 ex membri delle Forze di sicurezza irachene e 1 500 famiglie da Hamam al-Alil, obbligandoli a ritirarsi con i militanti a Mosul.
Il 9 novembre fu riferito che l'ISIS aveva ucciso almeno 20 civili dopo averle accusati di essere spie. Cinque corpi crocefissi furono esposti ad un incrocio, mentre altri erano impiccati a cartelli stradali e pali della corrente. I civili che erano fuggiti dalla città pochi giorni prima raccontarono che l'ISIS stava usando attentatori suicidi per attaccare gli abitanti assieme alle forze irachene.
L'11 novembre BBC News riferì che l'ISIS aveva giustiziato a Mosul 40 civili accusati di spionaggio. Un uomo era stato ucciso per aver violato il divieto di usare telefoni cellulari. Furono uccisi a colpi d'arma da fuoco e i corpi rimasero esposti in vari punti della città.
L'Alto commissariato delle Nazioni Unite per i diritti umani fornì nuovi dettagli sul fatto che l'ISIS stava usando armi chimiche e aveva accantonato "grandi quantità" di ammonio e zolfo. "Possiamo solo fare congetture su come intendono usare tutto questo," disse Ravina Shamdasani. "Stiamo semplicemente lanciando l'allarme sul fatto che sta succedendo, che è stato creato questo deposito."
Il 17 novembre le forze irachene trovarono altre due fosse comuni presso Hamam Alil, che contenevano almeno 250 corpi.
Una delle fosse era dentro un pozzo. "Crediamo che il pozzo contenga più 200 corpi. L'ISIS ha usato questa fossa comune per uccidere e far sparire persone negli ultimi due anni," spiegò alla CNN il comandante della Polizia federale irachena, brigadier generale Faris Radhi Abbas.
A fine febbraio 2017 le forze irachene scoprirono la più grande fossa comune ISIS che si conosca al "pozzo di Khafsa" presso Mosul, contenente i corpi di 4 000 uomini del governo iracheno. Erano stati uccisi dall'ISIS poco prima della caduta di Mosul nel giugno 2014.
Secondo le Nazioni Unite, il 1 giugno 2017 l'ISIS uccise 163 civili nel rione al-Shira per impedir loro di fuggire a Mosul ovest.
Il 3 febbraio 2017 dei medici legali recuperarono 74 cadaveri probabilmente vittime dell'ISIS, cadute nel tentativo di scappare sulle strade del quartiere al-Zanjili, a nordest della città.
Il 24 luglio 2017 a Mosul ovest fu scoperta una fossa comune con sessanta corpi, di cui 44 erano stati membri della polizia di Ninive. Il capitano iracheno Ahmed al-Obaidi disse che i corpi mostravano segni di tortura, ed alcuni sembravano essere stati colpiti alla testa con armi da fuoco.
Il 2 novembre 2017 la Missione delle Nazioni Unite per l'Iraq (UNAMI) pubblicò un rapporto sella liberazione di Mosul e concluse che i membri dell'ISIS dovessero essere imputati di "crimini internazionali".

### Accuse alla coalizione anti-ISIS
Fu criticata la presenza tra le forze irachene di parecchie milizie con precedenti in fatto di violazioni dei diritti umani; Human Rights Watch chiese che le milizie sciite delle Froze di mobilitazione popolare (PMF) non entrassero a Mosul, in seguito alle denunce di abusi contro i musulmani sunniti in operazioni anti-ISIS a Falluja, Tikrit e Amirli. Il primo ministro iracheno Haydar al-'Abadi dichiarò più tardi che nella città vera e propria sarebbero entrati solo l'esercito iracheno e la polizia nazionale irachena.

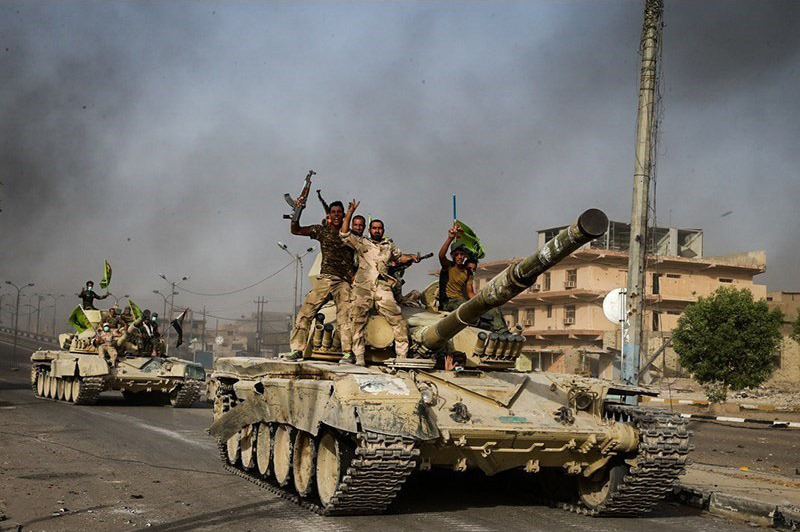
Un carro iracheno T-72 a Falluja, giugno 2016.

Il 21 ottobre, lo International Business Times riferì di "filmati inquietanti ed espliciti, pubblicati sui social media, che mostrano forze di sicurezza irachene apparentemente intente a torturare ed interrogare bambini piccoli per ottenere informazioni sull'ISIS, nel tentativo di strappare Mosul al gruppo terrorista dello Stato Islamico".
L'11 novembre numerosi organi d'informazione tra cui Al Arabiya, Daily Mirror e Middle East Monitor riferirono che fosse trapelato un filmato delle Forze speciali irachene che asseritamente uccidevano un bambino sunnita iracheno passandogli sopra con un carro M1 Abrams. Il ragazzo, identificato come Muhammad Ali Al-Hadidi, era stato trascinato nel deserto e colpito con arma da fuoco prima di essere schiacciato dal carro. Gli uomini nel filmato furono identificati come miliziani sciiti e gridavano insulti settari al bambino oltre a chiedere all'operatore di filmarli mentre lo facevano. Il video provocò indignazione sui social media, con gli utenti arabi che usavano l'hashtag #SchiacciatoDaUnCarro (in arabo: #السحق_بالدبابة). I soldati vestivano le insegne delle Forze speciali irachene.
Il 19 gennaio le forze irachene giustiziarono sommariamente tre civili, asserendo poi che si trattava di sospetti ISIS.
Il Middle East Monitor accusò i gruppi iracheni sciiti di prendere di mira gli arabi sunniti "in un possibile genocidio", e affermò che "gli arabi sunniti sono minacciati di pulizia etnica dai cristiani iracheni". Però il Middle East Monitor era la sola fonte di questa dichiarazione.
Il 17 marzo un attacco aereo a Mosul della coalizione a guida USA uccise più di 200 civili. Un importante investigatore di Amnesty International sulla rezone alla crisi disse: "Le elevate perdite civili suggeriscono che le forze della coalizione che guidano l'offensiva a Mosul non abbiano preso precauzioni adeguate ad impedire morti tra i civili, in flagrante violazione del diritto umanitario internazionale."
Il 12 luglio, dopo che il governo iracheno aveva dichiarato la vittoria, un filmato pubblicato online da Mosul Eye mostrava un uomo, sospettato di appartenere all'ISIS, trattenuto in un edificio e poi trascinato dai soldati in una zona aperta vicina ad un dislivello di almeno tre metri, dove giaceva un altro corpo immobile. Un secondo video mostrava inoltre un uomo con la mimetica dell'esercito iracheno sparare ad un uomo disarmato, inginocchiato davanti ad un'auto. Il governo iracheno disse in seguito che era stata aperta un'indagine sulle riprese.
Una stima dell'intelligence curda a metà luglio 2017 poneva a 40 000 il totale delle vittime civili. La maggior parte di queste morti è attribuibile al bombardamento di artiglieria indiscriminato compiuto dalle forze governative irachene — segnatamente, unità della polizia federale irachena — su Mosul ovest. Altre cause rilevanti delle morti civili furono gli omicidi dell'ISIS e gli attacchi aerei.
Il 27 luglio Human Rights Watch chiese al governo USA di sospendere tutto il sostegno alla 16ª divisione dell'esercito iracheno dopo che alcuni dei suoi membri avevano portato quattro uomini nudi, sospetti combattenti ISIS, in fondo ad un vicolo, e poi si erano sentiti numerosi spari. Uno degli osservatori vide i corpi di numerosi uomini nudi giacenti in un androne, uno dei quali sembrava ammanettato e con una corda attorno alle gambe. Il rapporto ONU del 2 novembre 2017 invitava inoltre le autorità irachene a "indagare sulle asserite violazioni e abusi dei diritti umani" da parte delle Forze di sicurezza irachene (ISF) e delle forze loro associate durante l'operazione militare.

### Sfollati e attività di soccorso
L'italiano Filippo Grandi, Alto commissario delle Nazioni Unite per i Rifugiati, arrivò ad Erbil il 17 ottobre per incontrare le autorità curde. Le Nazioni Unite hanno allestito cinque capi profughi in grado di accogliere fino a 45 000 persone e potrebbero ospitarne fino a 120 000 se venissero messi a disposizione altri siti per campi profughi. Arrivarono decine di famiglie da Mosul al campo di Al-Hawl in Rojava, Siria settentrionale, portando il numero di iracheni in al-Hawl a più di seimila. Il 18 ottobre c'erano più di duemila rifugiati di Mosul che tentavano di passare in Siria, secondo le Unità di Protezione Popolare (YPG). L'ONU sta tentando di avvisare i cittadini dentro Mosul che non devono fuggire verso la Siria passando dal lato occidentale della città, ancora sotto controllo ISIS, ma verso i campi ad est.
L'Australia annunciò che avrebbe donato 7,5 milioni di dollari in aiuti umanitari, e la Nuova Zelanda si impegnò per un milione di dollari neozelandesi (cioè più di 700 000 dollari statunitensi).

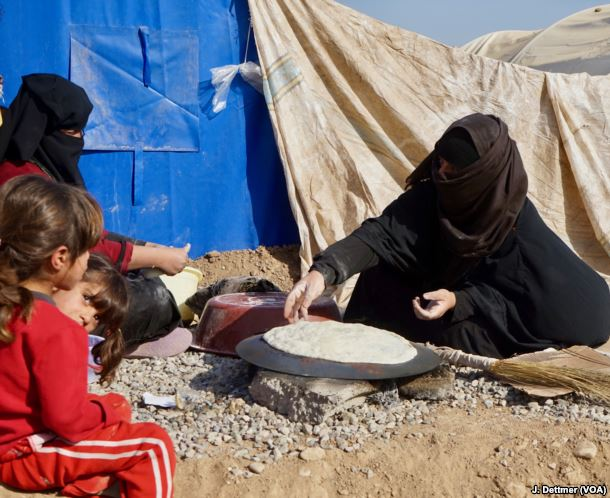
Una famiglia araba sunnita sfollata da Mosul.

L'Organizzazione mondiale della sanità (WHO) disse di avere addestrato 90 medici iracheni alla "gestione di stragi" nel quadro della preparazione all'operazione di Mosul, con una speciale attenzione agli attacchi chimici, secondo l'AP. L'ISIS in precedenza aveva usato armi chimiche in attacchi contro le forze irachene e della coalizione, e si temeva che potesse farlo ancora dentro a Mosul, dove viveva più un di un milione di civili.
Il 3 novembre gli operatori di soccorso curdi e dell'ONU dissero che più di 40 000 rifugiati erano fuggiti in Kurdistan nelle prime settimane di combattimento. Furono costruiti dieci nuovi campi profughi nel Governatorato di Dahuk, nel Governatorato di Erbil e nella città di Khazir. Secondo le Nazioni Unite e l'UNICEF, erano state sfollate 22 000 persone, tra cui più di 9 000 bambini.
Il 6 novembre l'Alto commissariato delle Nazioni Unite per i rifugiati (UNHCR) dichiarò che erano state sfollate 33 996 persone dal Distretto di Mosul. Il 63 percento delle famiglie era privo di documenti e il 21 percento delle famiglie aveva una donna come capofamiglia. Nelle successive 48 ore le evacuazioni aumentarono del 53 percento. Il giorno dopo il WHO annunciò che aveva istituito 82 "squadre di pronto intervento" per far fronte a possibili emergenze tra i civili in fuga da Mosul, tra cui epidemie sanitarie come il colera, ed esposizione ad agenti chimici e al fumo dai pozzi di petrolio incendiati. C'era una particolare preoccupazione di focolai infettivi tra i bambini piccoli che non erano stati immunizzati da quando l'ISIS aveva conquistato la città nel 2014.
Più di 900 civili iracheni fuggirono al campo profughi di al-Hawl ubicato nella zona di Rojava, nella Siria nordorientale, mentre altri 700 civili scapparono al confine turco-iracheno.

### Uso di armi chimiche
L'Organizzazione mondiale della sanità dichiarò nel 2017 che ad Erbil erano state trattate dodici persone per possibile esposizione ad armi chimiche a Mosul. La WHO disse che avevano attivato "un servizio di emergenza per trattare in modo sicuro uomini, donne e bambini che possono essere stati esposti ad agenti chimici altamente tossici" e si stavano preparando per affrontare molti pazienti che avessero patito tali esposizioni. Stando all'ONU, quattro pazienti mostrano "gravi segni associati all'esposizione a questi agenti", e l'esposizione era avvenuta sul lato orientale della città.
Nell'aprile 2017, i consulenti militari americani e australiani incorporati nelle unità irachene furono attaccati con armi chimiche "rudimentali", a basso potenziale, durante un'offensiva.

## Contesto

### Reazioni internazionali
Francia
- Jean-Marc Ayrault, Ministro degli esteri francese, disse il 27 ottobre: "Sappiamo che affronteremo sfide significative ed è nostra responsabilità affrontarle insieme, con l'Iraq, rispettandone l'indipendenza e la sovranità."[175]
- Il presidente Emmanuel Macron si congratulò con le forze irachene e il 9 luglio 2017 twittò: "Mosul liberata da Daesh. La Francia omaggia tutti coloro che, con le nostre truppe, contribuirono a questa vittoria."[176]

 Libano
- Il 10 giugno 2017 il Ministro degli esteri libanese invocò iniziative regionali per contenere la diffusione del terrorismo "da un covo ad un altro" e salutò la riconquista della città come una "grande vittoria" per il popolo iracheno.[177][178]

 Russia
- Il 17 ottobre il presidente Vladimir Putin disse: "Speriamo che i nostri partner americani, e in questo caso anche i nostri partner francesi, agiranno con oculatezza e faranno tutto il possibile per minimizzare — e ancor meglio, evitare — le vittime civili."[179]

 Turchia
- Il presidente turco Recep Tayyip Erdoğan insisté inutilmente per un ruolo turco nella battaglia di Mosul (vedi Coinvolgimento turco infra).
- Il 26 ottobre il Ministro degli esteri turco Mevlüt Çavuşoğlu disse: "Combattere l'ISIS è necessario, ma il dopo-ISIS dev'essere progettato accuratamente."[180]
- L'ex vicepresidente iracheno in esilio Tariq al-Hashimi condannò la cooperazione tra Stati Uniti e Iran nel corso del conflitto, e condannò pure la Forza di mobilitazione popolare, dominata dagli sciiti, per aver partecipato alla battaglia di Mosul e si appellò alla comunità internazionale perché intervenisse ad impedir loro di prendere parte all'operazione.[181]

 Stati Uniti
- Il 18 ottobre il presidente Barack Obama disse: "Mosul sarà uno scontro difficile e ci saranno progressi e battute d'arresto. Sono fiducioso che come l'ISIS è stato sconfitto in vari posti dell'Iraq, pure a Mosul l'ISIS sarà sconfitto, e sarà un altro passo avanti verso la loro distruzione definitiva."
- Il Segretario alla difesa Ashton Carter il 16 ottobre rilasciò la seguente dichiarazione:[182] "Questo è un momento decisivo nella campagna per infliggere all'ISIS una sconfitta duratura."[183]
- Il tenente generale Stephen Townsend, comandante dell'operazione congiunta Inherent Resolve, il 29 marzo 2017 disse: "Il nostro nemico, l'ISIS, è fatto di malvagi macellai e assassini, dediti al massacro deliberato. Per darvi un po' di prospettiva storica, questo è il combattimento urbano più significativo che sia avvenuto dopo la Seconda guerra mondiale; è aspro e brutale. Combattimenti casa per casa, isolato dopo isolato."[184]

 Iran
- Il contrammiraglio Ali Shamkhani, Segretario del Supremo consiglio per la sicurezza nazionale, condannò gli attacchi aerei della coalizione a guida USA nel marzo 2017 che uccisero più di 200 civili, e accusò gli Stati Uniti di commettere crimini di guerra, dicendo: "Questo crimine di guerra è simile al comportamento di Daesh [Stato Islamico] e altri gruppi takfiri che prendono di mira civili e innocenti e dovrebbero essere al più presto deferiti ad un tribunale."[185]

### Soggetti non statuali
Partito baath iracheno
- Il Segretario generale del Partito baath iracheno ed ex vicepresidente del Consiglio del Comando della Rivoluzione iracheno ed attuale capo dell'Esercito degli uomini dell'ordine naqshbandi, Izzat Ibrahim al-Douri, rilasciò una dichiarazione all'inizio del 2018 con cui commemorava l'anniversario della fondazione del Partito baath, nella dichiarazione condannava il governo iracheno e l'azione militare svolta in Iraq facendo appello alla "gioventù baathista" perché continuasse a ribellarsi contro il governo iracheno, inoltre chiamò safavidi le forze iraniane e i gruppi paramilitari alleati. Dori affermò che sperava grandemente che l'Arabia Saudita aiutasse l'Iraq contro l'influenza iraniana, nella dichiarazione Douri disse che il presidente iracheno Haydar al-'Abadi aveva distrutto personalmente Tikrit, Mosul, Falluja, e altre città a maggioranza sunnita nell'Iraq settentrionale nel quadro della loro guerra contro l'ISIS e che l'organizzazione Badr era controllata direttamente dall'Iran. Minacciò inoltre di entrare in guerra contro il governo iracheno e le milizie sciite alleate.[186][187]

### Organi d'informazione e social media
Diverse testate tra cui Al Jazeera e Channel 4 trasmisero in diretta streaming il primo giorno di battaglia su Facebook, una novità in fatto di corrispondenze giornalistiche di guerra. Si potevano trovare altri filmati su YouTube e sulla streaming app Periscope. Le autorità irachene e curde inoltre accodano i loro messaggi all'hashtag #FreeMosul. Brendan Gauthier, assistente direttore di Salon, commentò che date le scaltre campagne ISIS sui social media, "È il minimo che il tentativo delle forze armate irachene di ottenere la ribalta comunicativa a Mosul metta in streaming il gruppo terroristico."
Il 17 ottobre alcune testate irachene costituirono la National Media Alliance per sostenere i giornalisti impegnati a raccontare la battaglia. Tra i gruppi ci sono organi informativi di Stato e privati, come Al Iraqiya e Al Sumaria. L'alleanza offre servizi tecnici e giornalistici, tra cui una sala stampa unificata. Venne formata per contrastare la propaganda ISIS e favorire la cooperazione tra i vari gruppi mediatici al fine di ridurre il caos e migliorare la sicurezza. Disse ad Al-Monitor il giornalista Walid al-Tai: "Una delle ragioni dietro la creazione dell'alleanza è evitare la "copertura mediatica" caotica della battaglia che si genera quando ogni testata e istituzione militare manda i propri corrispondenti presso la prima linea. Questo comporta inefficienze nel testimoniare la battaglia e un maggior numero di vittime tra i giornalisti."
Il giornalista Mustafa Habib riferì che i cittadini iracheni si stavano organizzando su Facebook e Twitter per contrastare la propaganda ISIS, come foto e video falsi, che possono essere usati per intimidire gli abitanti di Mosul. L'ufficio stampa di una milizia sciita annunciò pure che avrebbe contribuito ad una campagna sui social media, e che 500 giornalisti iracheni si erano incorporati alle milizie sciite che circondavano Mosul per diffondere aggiornamenti.
Il 27 ottobre 2016 Robin Wright del New Yorker intervistò l'anonimo sedicente storico Mosul Eye, un presunto abitante di Mosul che avrebbe gestito un blog dalla città narrandone la condizione sotto l'ISIS, sprezzante delle minacce di morte che quest'ultimo gli indirizzava. A domanda di Wright, Mosul Eye valutò la consistenza e la composizione delle forze ISIS a Mosul, espresse speranze per il futuro ("riprendere il controllo della città" con l'aiuto di "un'amministrazione fiduciaria per proteggere Mosul"), e valutò il livello di consenso all'ISIS dentro Mosul ("Nessuno sostiene l'ISIS a Mosul. Sono rimasti solo con le armi che useranno per uccidersi una volta che le forze di liberazione avranno preso la decisione di assalire la città").

### Coinvolgimento turco
Il coinvolgimento della Turchia nelle operazioni ha considerevolmente acuito le tensioni con l'Iraq.
La Turchia ha da 1 500 a 2 000 soldati in Iraq. tra cui 500 istruttori nella base di Bashiqa, dove sono stati addestrati 1 500 volontari sunniti iracheni, per lo più turkmeni, ed arabi a riconquistare Mosul dall'ISIS. La partecipazione turca è invisa al governo iracheno, secondo cui i turchi starebbero violando la sovranità irachena. La Turchia ha rifiutato di ritirare le proprie forze. Il presidente Erdogan ha detto al parlamento turco il 1 ottobre: "Giocheremo un ruolo nell'operazione di liberazione di Mosul e nessuno potrà impedirci di partecipare," ed aggiunse che la loro presenza era volta ad assicurare che Mosul non cadesse in mano curda o sciita, così divenendo una minaccia per la Turchia. La presenza turca fu criticata dai curdi nord-iracheni, e migliaia di manifestanti protestarono davanti all'ambasciata turca a Baghdad il 18 ottobre, chiedendo che le forze turche lasciassero l'Iraq. Si riferisce che gli Stati Uniti avrebbero tentato di convincere l'Iraq a collaborare con la Turchia nell'offensiva di Mosul. Al-Abadi declinò l'offerta di assistenza turca, dicendo: "So che i turchi vogliono partecipare. Li ringraziamo, è qualcosa che devono sistemare gli iracheni e gli iracheni libereranno Mosul ed il resto dei territori." Ma il 23 ottobre il primo ministro turco Binali Yıldırım annunciò che le truppe turche avevano sparato su posizioni ISIS vicino Mosul dopo che i peshmerga avevano chiesto assistenza.
La situazione tra Turchia ed Iraq precipitò il 1 novembre, quando le forze irachene entrarono a Mosul. La Turchia annunciò che stava mandando carri armati ed artiglieria da Ankara a Silopi presso il confine iracheno. Il ministro della difesa turco Fikri Işık disse che il dispiegamento era una mossa per "preparare "importanti sviluppi" nella zona ed essere pronti ad ogni possibile scenario" e dichiarò che "possono essere compiute ulteriori azioni se le linee rosse della Turchia vengono varcate" avvertendo le milizie sciite ed il PKK di non "terrorizzare" né prendere possesso dei territori a maggioranza iracheno-turkmena della zona. Il primo ministro Al-Abadi, rivolgendosi ai giornalisti a Baghdad, disse: "Avvertiamo la Turchia che se vogliono entrare in Iraq, li faremo a pezzi… Non vogliamo combattere la Turchia. Non vogliamo uno scontro con la Turchia. Dio non voglia, se appena entreremo in guerra con loro, i turchi pagheranno a caro prezzo. Ne avranno da perdere. Sì, anche noi ne avremo, ma tutte le volte che un Paese combatte col vicino, non ci sono vincitori, tutti finiscono per rimetterci."
Il 7 novembre l'Iraq rigettò la proposta turca di mantenere attivo il campo militare di Bashiqa, a prescindere dal fatto che venisse trasferito sotto l'egida delle forze di coalizione, e consigliò che la Turchia ne cedesse piuttosto il controllo al governo centrale iracheno.

## Violazioni del diritto bellico
Nel febbraio 2017, Human Rights Watch diffuse un rapporto riguardante la violazione del diritto bellico in Iraq. Stando al rapporto, i combattenti dello Stato Islamico avevano occupato l'ospedale Al-Salam di Mosul nel giugno 2014, esponendo personale e pazienti al rischio di attacchi. Durante la battaglia di Mosul, i cadaveri di sette soldati iracheni furono trascinati per le strade, e i corpi di tre soldati furono appesi sotto un ponte della città. Come narrava il rapporto, combattenti ISIS avevano occupato l'ospedale cittadino di Hammam al-Alil, che in seguito venne colpito da un attacco aereo senza preavviso il 18 ottobre, uccidendo almeno otto civili. Precedentemente, avevano occupato altre cliniche in altre città controllate dai combattenti dello Stato Islamico in Iraq, oltre ad uffici amministrativi in tutte le strutture degli ospedali Republican, Ibn Sina, al-Salam, e Mosul General.
Human Rights Watch ha anche accusato le Forze di sicurezza irachene e le Forze di mobilitazione popolare di avere trascinato i corpi di presunti combattenti ISIS nella città di Qayyarah e in quella di Falluja, dopo che le forze irachene avevano conquistato Mosul est il 24 gennaio 2017. Avvisarono che permettere alle Forze di mobilitazione popolare di eseguire i controlli su uomini e ragazzi in fuga da Mosul, per capire se avevano combattuto con l'ISIS, avrebbe avuto "disastrose conseguenze in fatto di diritti umani".
Human Rights Watch avvertì che le Forze di mobilitazione popolare non avevano un addestramento adeguato per fare tali controlli. Affermò che la natura irregolare dei controlli e le prassi di detenzione e l'isolamento dei detenuti ponevano il rischio di abusi sui detenuti, tra cui arresto arbitrario e sparizioni forzate. Malgrado le assicurazioni del governo iracheno che le Forze di mobilitazione popolare (PMF) non avrebbero esaminato gli arrestati a Mosul, un osservatore riferì che erano stati visti tre gruppi PMF in un centro di interrogatori l'11 marzo 2017: Brigata Hezbollah, Brigata al-'Abbas, e Battaglione Imam Alì.
L'11 luglio 2017 fu pubblicato un rapporto di Amnesty International che accusava entrambe le parti di aver violato le leggi internazionali nella battaglia, circa un giorno dopo che le forze irachene avevano dichiarato vittoria. Il rapporto accusava le forze irachene e la coalizione a guida USA di aver compiuto una serie di attacchi illegittimi a Mosul ovest, usando ampiamente bombole esplosive lanciate da razzi improvvisati (IRAM) ed altri ordigni esplosivi, mentre il governo ometteva di assumere le necessarie precauzioni per evitare le vittime civili e in alcuni casi permetteva attacchi sproporzionati.
Secondo un rapporto pubblicato dalla United Nations Assistance Mission for Iraq e l'Alto commissariato delle Nazioni Unite per i diritti umani nel novembre 2017 furono uccisi nella battaglia almeno 2 521 civili, in gran parte a causa dell'ISIS che ne giustiziò non meno di 741. Fra l'altro registrò 461 morti civili in attacchi aerei durante la fase più intensa dal 19 febbraio. Annotò che l'ISIS aveva annunciato nel novembre 2016 che i civili nelle zone tenute dal governo dovevano essere considerati "bersagli legittimi" visto che non combattevano contro le forze filogovernativa. Faceva poi appello alle autorità irachene per indagare sugli asseriti violazioni e abusi contro i diritti umani attribuiti alle forze di sicurezza irachene durante la battaglia.
Un'inchiesta dell'Associated Press che mise a confronto database indipendenti di organizzazioni non governative affermò che nella battaglia fossero stati uccisi 9 000-11 000 residenti di Mosul. Attribuì la responsabilità dell'uccisione di almeno 3 200 civili agli attacchi aerei e ai cannoneggiamenti compiuti dalle forze irachene e dalla coalizione anti-ISIS. La coalizione dal canto suo ha riconosciuto la responsabilità di 326 morti. L'ISIS venne considerata responsabile per l'uccisione di un terzo di tutti i civili caduti.
L'AP ottenne anche una lista di 9 606 persone uccise in battaglia dall'obitorio di Mosul mentre il Primo ministro iracheno Haider al-Abadi aveva dichiarato 1 260 morti. I civili confermati furono 4 200. I nomi di combattenti ISIS e i deceduti da fuori Mosul furono tralasciati dall'indagine. Dichiarò comunque che alcuni membri dell'ISIS potevano essere tra i rimanenti 6 000.